# Ungdomsår (bok)
Ungdomsår är ett litterärt verk från 2002 av den sydafrikanska författaren J.M. Coetzee. Boken är en semi-biografisk roman, då den återberättar författarens egna upplevelser som ung vuxen i 1960-talets London. Händelserna återges utifrån ett berättarperspektiv. Ungdomsår är den andra boken i Coetzees trio av semi-biografier.

## Handling
Berättaren i Ungdomsår, en ung student i 1950-talets Sydafrika, planerar att resa till Europa och lämna det allt mer turbulenta hemlandet bakom sig. Väl framme ämnar han finna romans och kultur samt inspiration för sin poesi. Men först måste han ha en stabil grund, och därför studerar han matematik och sparar pengar. På så vis hoppas han vara förberedd att till fullo leva ut romantiken i Europa, och förverkliga sitt öde som konstnär. Han anländer slutligen till London, men där finner han varken romans eller poesi. Istället ger han vika för livets tunga verkligheter och tvingas infalla i ett monotont liv av arbete som programmerare. Han försöker förgäves finna sin artistiska låga i slumpmässiga, kärlekslösa romanser, som leder honom till att söka allt mer i sitt inre.